# Igreja de São Pio X
A Igreja de São Pio X foi um templo católico localizado no bairro de Todoque, em Los Llanos de Aridane, La Palma, Canárias. Foi construída em 1954, sendo a primeira igreja do mundo dedicada ao São Pio X. Foi destruída em 26 de setembro de 2021, pelo avanço de uma escoada de lava, durante a erupção vulcânica de La Palma de 2021.

## História
A igreja foi erguida durante o pós-guerra pelos habitantes do bairro de Todoque implantada num terreno doado por um morador da zona. Foi dedicada a 30 de maio de 1954, um dia após  a canonização do papa Pio X.

## Descrição

### Exterior
A igreja apresentava uma singela fachada enquadrada no estilo arquitetónico popular canário, embora com clara influência mudéjar. Construída a base de tijolo, o muro frontal possuía um pequeno saliente com uma forma ligeiramente semelhante a um trapézio, enquanto a entrada, em arco de volta perfeita, achava-se localizada sob uma rosácea de feitura simples, e um soportal com teto inclinado, e coberto de telha árabe, sustentado por quatro colunas de base retangular apoiadas sobre pronunciadas bases e coroadas por capitéis da ordem toscana. Apresentava telhado de duas águas, com contrafortes destacados e janelas emolduradas. À esquerda da fachada principal situava-se o campanário, de planta quadrada e dois corpos com varanda, relógio e uma cúpula cónica com base octogonal coroada por uma cruz. À esquerda da porta, destacava-se uma pequena placa com a seguinte inscrição:

### Interior
O interior, de planta retangular e uma só nave, apresentava chão axadrezado e teto revestido de madeira. De grande simplicidade ornamental, a capela-mor, decorada com um retábulo, atinha planta retangular, situando-se após um arco de volta perfeita sustentado por colunas embutidas de base quadrada. O retábulo maior constava de um corpo com três corpos verticais, banco e cobertura, tudo em madeira policromada e marmoreada. O nicho central, em arco escarçano e enquadrado por pilastras, albergava uma escultura de Cristo Crucificado de grande patetismo, enquanto os laterais, em arco de volta perfeita e veneradas, possuíam metade do tamanho do nicho central, mostrando uma escultura da Virgem do Carmo o da esquerda, e o da direita uma imagem monocromática de maiores dimensões do papa Pio X. Entre os nichos laterais e a cobertura destacavam-se frisos, que apresentavam à esquerda e direita, respetivamente, a letra M e um escudo, enquadrados por pilastras iguais às dos nichos laterais, e separados destes por cornijas simples. A cobertura, cercada por contrafortes e pináculos e coroada por um frontão triangular, mostrava as imagens pictóricas de Deus Pai, Jesus e o Espírito Santo sob a forma de pomba, configurando a iconografia da Santíssima Trindade.

## Destruição

Colapso da torre-campanário da igreja de São Pio X, em Todoque, provocado pelo avanço da escoada de lava. 17:55 WEST de 26 de setembro de 2021.

A 19 de setembro de 2021 iniciou-se uma erupção no pinhal chamado de Cabeça de Vaca, no município de El Paso, ficando o templo nesse mesmo dia dentro do perímetro de segurança estabelecido pelas autoridades. Ao longo das dezasseis horas posteriores produziram-se três escoadas de lava, as quais chegaram a atingir uma altura de seis metros. Cerca das 14:00 horas de 21 de setembro a escoada principal havia atingido a localidade de Todoque a uma velocidade de aproximadamente 120 metros por hora, motivo pelo que se procedeu à retirada de diversos elementos do mobiliário da igreja, como imagens, quadros, objetos litúrgicos e relíquias, não podendo ser desmontado o retábulo, que acabou destruído, tal como os bancos. Após um período de abrandamento da escoada, para cerca de quatro metros por hora, esta reativou-se, atingindo uma velocidade média de cerca de 100 metros por hora, ultrapassando o bairro de Todoque e seguindo para perto de 150 metros para oeste do centro do núcleo populacional. Às 17:55 horas WEST de 26 de setembro, afetado pelo impacto da escoada de lava, o campanário do templo colapsou sobre si mesmo, juntamente com o corpo da igreja, acontecimento emitido ao vivo pelo programa Conexão BTC de Rádio Televisão Canaria e registado igualmente por vários videoaficionados.